# Josh Lawson
Joshua Lawson (Brisbane, Queensland, Austrália em 22 de Julho de 1981) é um ator de cinema e televisão australiano.

## Vida e carreira
Josh Lawson nasceu e foi criado em Brisbane, capital do estado de Queensland, Austrália, e estudou na escola St Joseph's College, Gregory Terrace. Graduou-se na National Institute of Dramatic Art em 2001. Ele também passou um ano estudando técnicas de improvisação em Los Angeles no The Second City, The Groundlings, ACME Comedy Theatre e I.O. West.

### Televisão

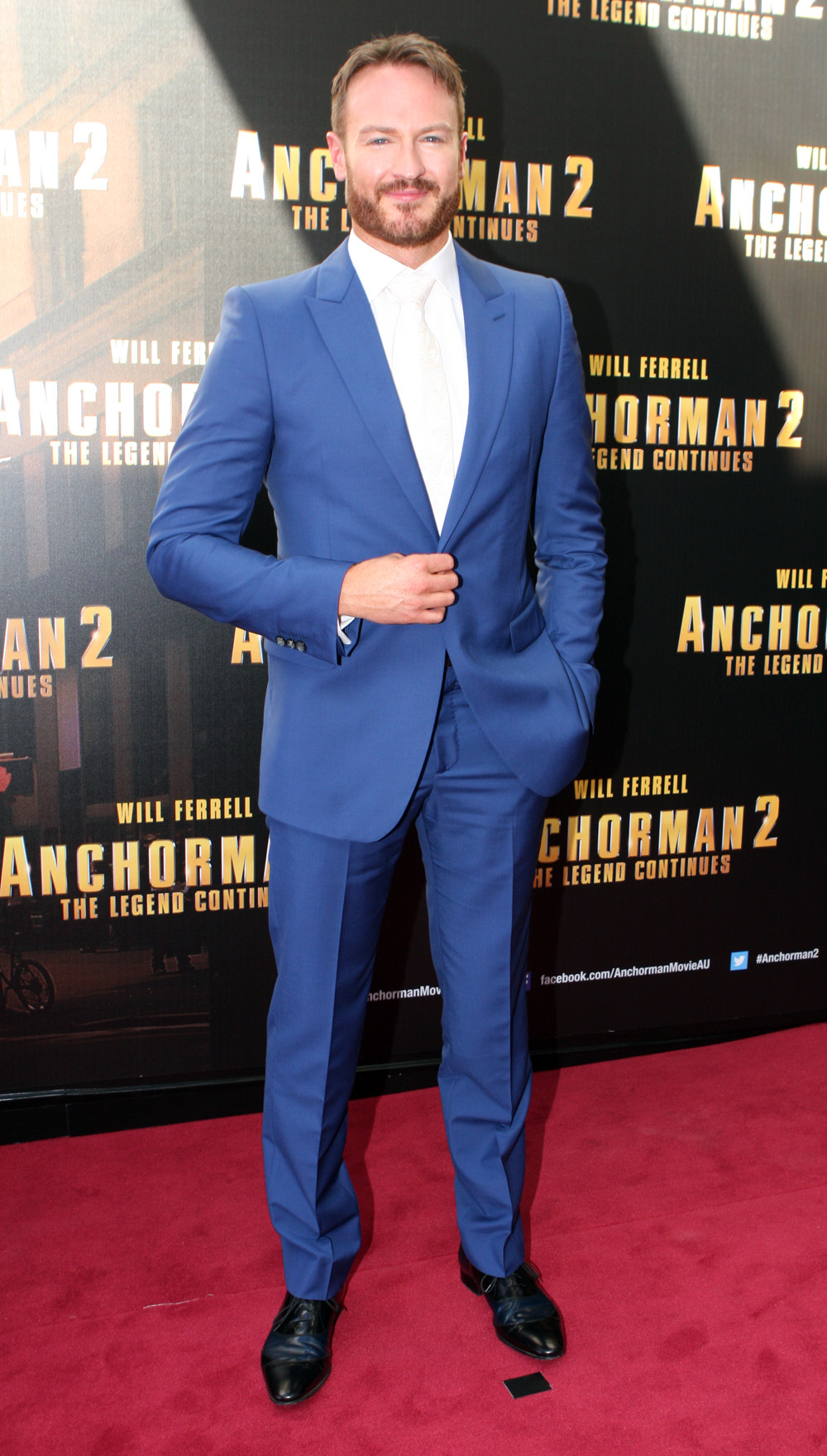
Josh no filme "Anchorman 2: The Legend Continues" em novembro de 2013.

Lawson esteve convidado em tais programas de televisão australianas populares como Blue Heelers e Home and Away, mas é provavelmente mais conhecido por suas aparições no programa de comédia de improvisação Thank God You're Here e sobre os dramas australianos Sea Patrol e The Librarians. Ele também teve um papel convidado na comédia Wilfred e atuou em vários comerciais de televisão, incluindo a publicidade de Coca-Cola Cherry e Gold Class Cinemas.
Lawson também interpretou Bob na série cartoon hangover, 'Rocket Dog' (2013).
Lawson também recebeu Wipeout Austrália com James Brayshaw.
Lawson encenou Ben no piloto norte-americano de Spaced e Shawn em Romantically Challenged pela ABC. Ele atualmente encena Doug Guggenheim em House of Lies da Showtime.
Ele também foi um dos "Tios" em Agony Uncles (2012) da ABC.

### Filmes
Em 2006, Lawson fez sua estréia no cinema em BoyTown. Ele tinha o papel de protagonista em 2012 numa comédia australiana Any Questions for Ben?, criada por Working Dog Productions.
Em 2012 Lawson estrelou seu maior papel até hoje, aparecendo ao lado de Will Ferrell e Zach Galifianakis na comédia de sucesso The Campaign. Lawson também aparece em Anchorman 2: The Legend Continues e Crave.
2014 vai marcar o lançamento de seu primeiro longa-metragem como diretor, The Little Death, que ele também escreveu e estrelará.

### Outros trabalhos
Durante 2006 e 2007, o Sr. Lawson foi um convidado regular co-anfitrião no popular programa de rádio australiano 'Get This' que foi ouvido ao redor da Austrália na rede de rádios da Austereo, Triple M. O show foi muito popular, apesar do seu curto prazo e foi um dos muitos meios na época em que ajudou a impulsionar o recurso e estatura do Sr. Lawson.
Em 2013, ele começou a manifestar o papel de Bob na série on-line Rocket Dog.

## Família
Seu irmão mais velho, Ben Lawson, teve um papel em tempo integral na popular novela Neighbours como Frazer Yeats, enquanto seu irmão mais novo, Jordan Lawson, toca baixo elétrico na banda de Brisbane, The Gallant.

## Filmografia

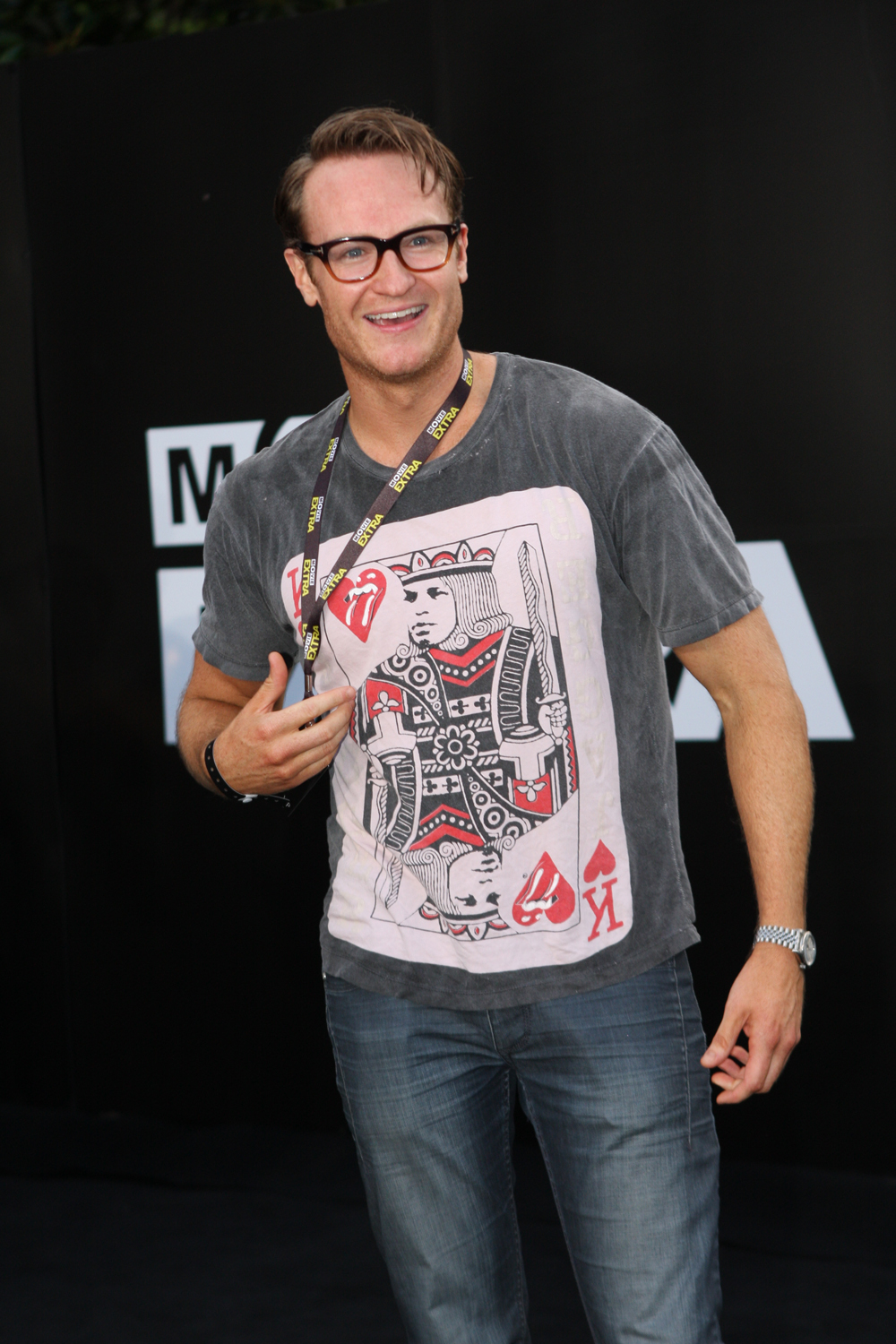

- Séries de Televisão:

| Ano             | Título                   | Personagem            | Notas                         |
| --------------- | ------------------------ | --------------------- | ----------------------------- |
| 2012 - presente | House of Lies            | Doug Guggenheim       | 24 episódios                  |
| 2012            | Lowdown                  | Mark Hardy            | episodio "A Bollywood Ending" |
| 2010            | Romantically Challenged  | Shawn Goldwater       | 6 episódios                   |
| 2010            | Wilfried                 | Spencer               | episódio "The Dog Father"     |
| 2007 - 2009     | Chandon Pictures         | Carmichael Chandon    | 11 episódios                  |
| 2007            | The Librarians           | Lachie Davis          | 6 episódios                   |
| 2007            | Sea Patrol               | Toby "Chefo" Jones    | 13 episódios                  |
| 2006            | Nightmares & Dreamscapes | Médico de emergências | episódio "Autopsy Room Four"  |
| 2006            | All Saints               | Nick Bagnall          | episódio "Tough Love"         |
| 2006            | Blue Heelers             | David Murray          | 5 episódios                   |
| 2001            | TwentyfourSeven          | Tony White            | episódio "It's My Life"       |
| 1998            | Medivac                  | Rob                   | episódio "Denial"             |
| 1997            | The Wayne Manifesto      | Trevor                | 2 episódios                   |

- Filmes:

| Ano  | Título                                     | Personagem           | Notas                                                                                 |
| ---- | ------------------------------------------ | -------------------- | ------------------------------------------------------------------------------------- |
| 2014 | The Little Death                           | Paul                 | junto a Bojana Novakovic, Lisa McCune, Damon Herriman, Lachy Hulme e Patrick Brammall |
| 2014 | $quid: The Movie                           | Chris                | junto a Christian Clark, Henry Nixon e Ed Kavalee                                     |
| 2013 | Anchorman: The Legend Continues            | -                    | junto a Kristen Wiig, Steve Carell e Jim Carrey                                       |
| 2013 | Free Birds                                 | -                    | junto a Woody Harrelson, Owen Wilson, Amy Poehler e Keith David                       |
| 2013 | Growing Up and Other Lies                  | Jake                 | junto a Adam Brody, Wyatt Cenac, Danny Jacobs e Amber Tamblyn                         |
| 2013 | Border Protection Squad                    | -                    | junto a Christian Clark, Lachy Hulme, Amy Ruffle e Ash Williams, Amber Clayton        |
| 2013 | Rocket Dog                                 | Bob                  | junto a Mel Roach, Steve Blum e Kari Wahlgren                                         |
| 2012 | Crave                                      | Aiden                | junto a Emma Lung, Ron Perlman, Edward Furlong e Christopher Stapleton                |
| 2012 | The Campaign                               | Tripp                | junto a Will Ferrell, Zach Galifianakis e Jason Sudeikis                              |
| 2012 | Any Questions to Ben?                      | Ben                  | junto a Christian Clark, Rachael Taylor, Jodi Gordon, John Howard e Daniel Henshall   |
| 2012 | Crave                                      | Aiden                | junto a Emma Lung, Ron Perlman e Christopher Stapleton                                |
| 2011 | House of Lies                              | Doug                 | junto a Kristen Bell e Don Cheadle                                                    |
| 2011 | Pet                                        | Julian               | curta-metragem - junto a Damon Herriman & Angus King                                  |
| 2011 | Underbelly Files: The Man Who Got Away     | Michael Sullivan     | junto a Toby Schmitz, Claire van der Boom, Brendan Cowell e Aaron Jeffrey             |
| 2011 | Freeloaders                                | Dave                 | junto a Olivia Munn                                                                   |
| 2010 | The Wedding Party                          | Steve                | junto a Isabel Lucas, Essie Davis, Steve Bisley, Nadine Garner e Kestie Morassi       |
| 2010 | Hawke                                      | Grant Nihill         | junto a Richard Roxburgh, Asher Keddie e Felix Williamson                             |
| 2010 | After the Credits                          | Pasajero Salvaje     | curta-metragem - junto a Robin McLeavy, Nicholas Brown, Maya Stange e Toby Schmitz    |
| 2009 | Law and Order: Really Special Victims Unit | O Pianista           | curta-metragem - junto a Gregory Itzin e Richard Keith                                |
| 2009 | Waiting to Die                             | Jeff                 | junto a B.J. Bales                                                                    |
| 2008 | Spaced                                     | Ben                  | junto a Sara Rue                                                                      |
| 2007 | $quid                                      | Chris                | curta-metragem - junto a Ed Kavalee                                                   |
| 2007 | BoyTown Confidential                       | Andy                 | junto a Mick Molloy                                                                   |
| 2006 | BoyTown                                    | Andy                 | junto a Mick Molloy                                                                   |
| 2006 | Human Lie Detector                         | Homem do restaurante | curta-metragem - junto a Travis McMahon & Matylda Buczko                              |
| 2006 | Charmed Robbery                            | Cliente              | curta-metragem                                                                        |
| 1998 | The Day of the Roses                       | Mark Shuttler        | -                                                                                     |

- Diretor e Escritor:

| Ano  | Filme                                           | Notas                        |
| ---- | ----------------------------------------------- | ---------------------------- |
| 2014 | The Little Death                                | diretor e escritor           |
| 2014 | $quid: The Movie                                | escritor e editor do script  |
| 2013 | The Elegant Gentleman's Guide to Knife Fighting | 3 episódios - escritor       |
| 2012 | Scumbus                                         | escritor da historia         |
| 2011 | Some Say Love                                   | escritor - episódio "Piloto" |
| 2010 | After the Credits                               | curta-metragem - director    |
| 2009 | TV Burp                                         | 7 episódios - escritor       |
| 2009 | Law and Order: Really Special Victims Unit      | curta-metragem - escritor    |
| 2008 | Stupid Stupid Men                               | escritor episódio "Coqtober" |

- Aparições:

| Ano         | Programa              | Notas        |
| ----------- | --------------------- | ------------ |
| 2012        | Agony Uncles          | 6 episódios  |
| 2006 - 2009 | Thank God You're Here | 9 episódios  |
| 2009        | Wipeout Australia     | apresentador |

- Teatro.:

| Ano  | Obra                | Personagem | Diretor | Teatro              | Notas                                            |
| ---- | ------------------- | ---------- | ------- | ------------------- | ------------------------------------------------ |
| 2003 | Chicks Will Dig You | Jasper     | -       | Belvoir St. Theatre | junto a Toby Schmitz, Ewen Leslie e Larissa Rate |